# Gränby ishall
Gränby ishall är Uppsala kommuns enda inomhusanläggning med konstfrusna isbanor. A-hallen byggdes 1974 och sedan dess har ytterligare två hallar tillkommit.

## Publikkapacitet[1]
- A-hallen rymmer 2 862 åskådare (publikrekord 2916 personer, från 27 mars 2010, då Almtuna IS spelade hemma mot Södertälje SK)
- B-hallen rymmer 350 åskådare
- C-hallen rymmer 250 åskådare

## Föreningar
Ishallen är hemmabana för ishockeylagen Almtuna IS. Hemmais är denna ishall även för konståkningsklubbarna Uppsala Skridskoklubb och Uppsala Allmänna Konståkningsklubb. Från och med säsongen 2004-2005 tillåts Knivsta IK inte längre använda hallen. Kommunens motivering är att Knivsta numera är en egen kommun som borde bygga en egen ishall, samt att bokningstrycket på ishallen sedan länge är stort.

## Omgivningen
Gränby ishallar ligger i stadsdelen Gränby i norra delen av Uppsala stad, och kan nås med stadsbuss. I nära anslutning ligger UTK-hallen, en inomhushall för i första hand tennis, men även badminton. Mellan Gränby ishallar och UTK-hallen fanns tidigare ett par fotbollsplaner. Numera ligger nybyggda IFU Arena där det tidigare var fotbollsplaner. På en stor grusplan bakom ishallarna hölls förut tivoli ett par gånger per år.

## Arenanamn
I kvalserien till elitserien 2010 sålde Almtuna AIS arenanamnet temporärt till företaget Zellout vilket medförde att hallen bytte namn till Zellout arena för fem matcher.
Almtuna IS sålde den 25 november 2013 ut arenanamnet till Metallåtervinning AB, vilket gjorde att Gränbyhallen bytte namn till Metallåtervinning Arena. Kontraktet gäller för tre år fram till och med säsongen 2015/2016.
I september 2020 bytte sålde Almtuna rättigheterna till arenanamnet till Upplands Bilforum, vilket gjorde att arenan bytte namn till Upplands Bilforum Arena som arenan hette fram till säsongen 2022/23.